# 奧克利 (印地安納州卡洛爾縣)
奧克利（英語：Ockley）是位於美國印地安納州卡洛爾縣的一個非建制地區。該地的面積和人口皆未知。

## 地理
奧克利的座標為40°29′18″N 86°38′02″W / 40.48833°N 86.63389°W，而該地的平均海拔高度為212米（即696英尺）。